# Wadi
En wadi eller vādi er et flodleje i et ørkenområde, som normalt ligger tør hen i store dele af året og kun under regntiden er vandførende. Betegnelsen anvendes navnlig i Arabien og Nordafrika. (Sml. også den spanske flod Guadalquivir, af arabisk Wadi il-Kbir = "den store Wadi".)